# Kamichu!
Kamichu! (かみちゅ!) é um anime de 16 episódios, o qual conta a história de Yurie Hitotsubashi, uma garota do ginásio que se torna deusa.
No Japan Media Arts Festival de 2005, Kamichu! ganhou um "Excellence Prize" ("Prêmio de Excelência") na categoria animação.